# Catedral de Teruel
La catedral de Santa María de Mediavilla de Teruel es una de las construcciones más importantes del mudéjar en España, y una de las dos únicas catedrales españolas, junto con la de Tarazona, construida en este estilo.
Actualmente, la catedral está considerada como BIC (Bien de Interés Cultural). Fue declarada Monumento histórico-artístico perteneciente al Tesoro Artístico Nacional mediante decreto de 3 de junio de 1931.
La torre, la techumbre y el cimborrio son Patrimonio de la Humanidad desde 1986.

## Historia

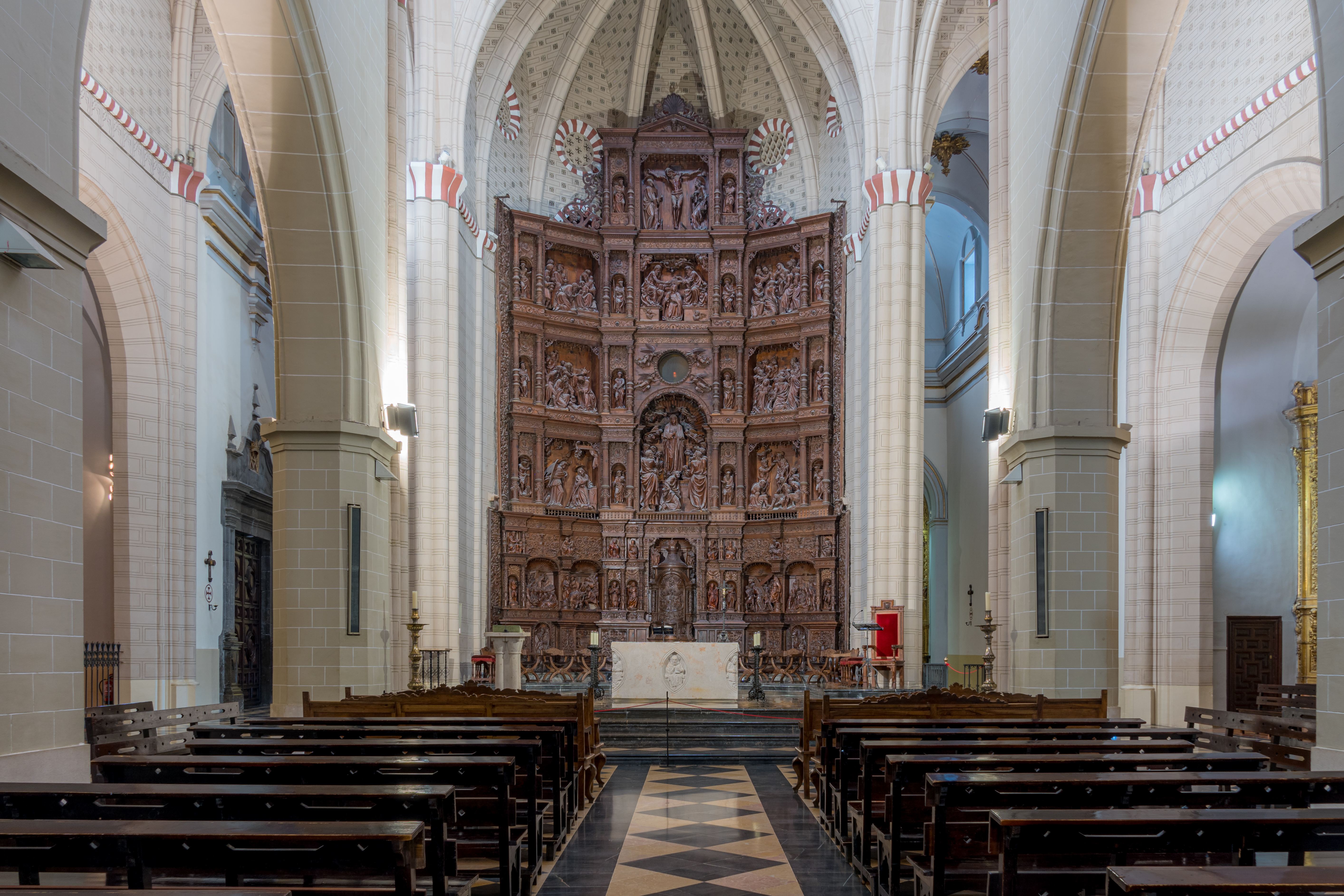
Nave central y Altar Mayor.

La Catedral de Teruel tiene su origen en la iglesia de Santa María de Mediavilla, que comenzó a edificarse en estilo románico en 1171 y se concluyó con la erección de la torre mudéjar en 1257. En la segunda mitad del siglo XIII, el alarife mudéjar Juzaff, reestructura la antigua obra románica y dota al edificio de tres naves mudéjares de mampostería y ladrillo, que mejoran y elevan la estructura románica del siglo XII.
En el mismo estilo gótico-mudéjar, ya en el siglo XIV se sustituyeron los ábsides románicos por otros, como se puede apreciar en la cabecera de la capilla mayor. Se redujo así a la mitad el número de soportes, lo que dio una mayor luminosidad y espacio a las naves de arcos apuntados. También los muros fueron recrecidos. En 1423, ya con el aspecto mudéjar con que, en lo fundamental, conocemos el templo actualmente, el pontífice aragonés Benedicto XIII, el llamado «Papa Luna» la elevó al rango de Colegiata.
Ya en estilo plateresco-mudéjar, fue construido en 1538 el cimborrio de la nave central, obra de Martín de Montalbán. Fue edificado de planta octogonal sobre trompas y presenta en su exterior ventanas ajimezadas con decoraciones platerescas. Más tarde, en 1587, con la creación de la diócesis de Teruel, fue promovida a Catedral y consagrada como tal. Por último en 1909 se aborda la edificación de la fachada en estilo neomudéjar, obra de Pablo Monguió.

## La fábrica primitiva de la catedral
Ya desde la fundación de la ciudad por el monarca Alfonso II de Aragón en 1171, la iglesia de Santa María de Mediavilla tenía una posición privilegiada, adscrita a la diócesis de Zaragoza y situada en el centro de la ciudad. La primitiva iglesia data del último cuarto del siglo XII y fue construida de nueva obra románica en el centro de la antigua medina de la ciudad árabe.
Hacia el año 1200 se iniciaría la primera etapa constructiva de la fábrica de la iglesia de tres naves con las dimensiones en planta del templo actual. Esta etapa concluyó con la edificación en 1257 de la torre mudéjar. Los primitivos muros románicos eran tres metros más bajos en altura que los que hoy podemos observar.

## La torre

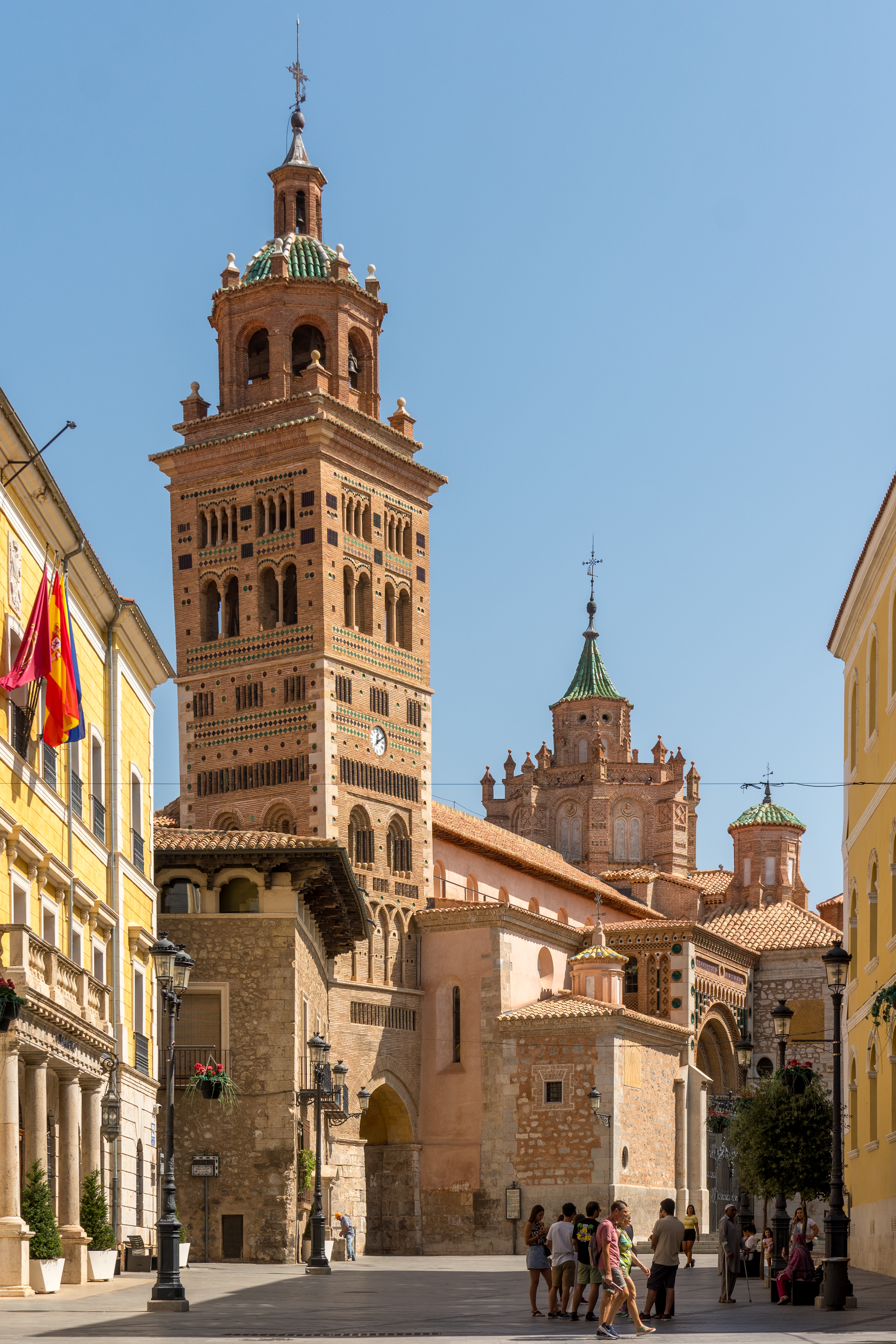
Vista lateral de la torre

La torre mudéjar comienza a erigirse en 1257 y en su cuerpo inferior se abrió un paso en forma de bóveda de cañón apuntado para uso de los transeúntes. Es una de las torres mudéjares más antiguas de España. Tiene planta cuadrada y posee tres cuerpos profusamente decorados con azulejos y cerámica vidriada. Remata en una linterna octogonal del siglo XVII.

## La reforma mudéjar
Tras el satisfactorio resultado artístico del campanario mudéjar, se abordará en la segunda mitad del siglo XIII, bajo la dirección del mudéjar Juzaff, el recrecimiento de las naves en altura (en la línea del gótico de elevar los templos), la construcción de nuevos ábsides mudéjares y la cubrición de las naves con techumbres de este mismo estilo.
La primera fábrica había desarrollado un proceso constructivo en el que las obras avanzaron desde los ábsides, en la cabecera del templo, hasta la torre mudéjar, en los pies del templo; ahora, siguiendo el sentido inverso, las obras retornarán desde las naves hacia la cabecera.
En efecto, una vez sobreelevada la altura de las tres naves y potenciada su iluminación, y dispuesta la nueva techumbre mudéjar sobre la nave central, sin duda la primitiva cabecera quedó enana y desproporcionada en relación con las nuevas naves.
Por todo ello hubo que abordar la construcción de un crucero y de tres nuevos ábsides, cuyas obras concluyeron con el desmontaje de las cimbras y con el enlucido y pintado de esos ábsides en 1335, según una relación de cuentas conservada en el archivo de la catedral. El director de estas últimas obras de enlucido fue el maestro moro, procedente de Coglor, Yuçaf de Huzmel.

## La techumbre de la nave central

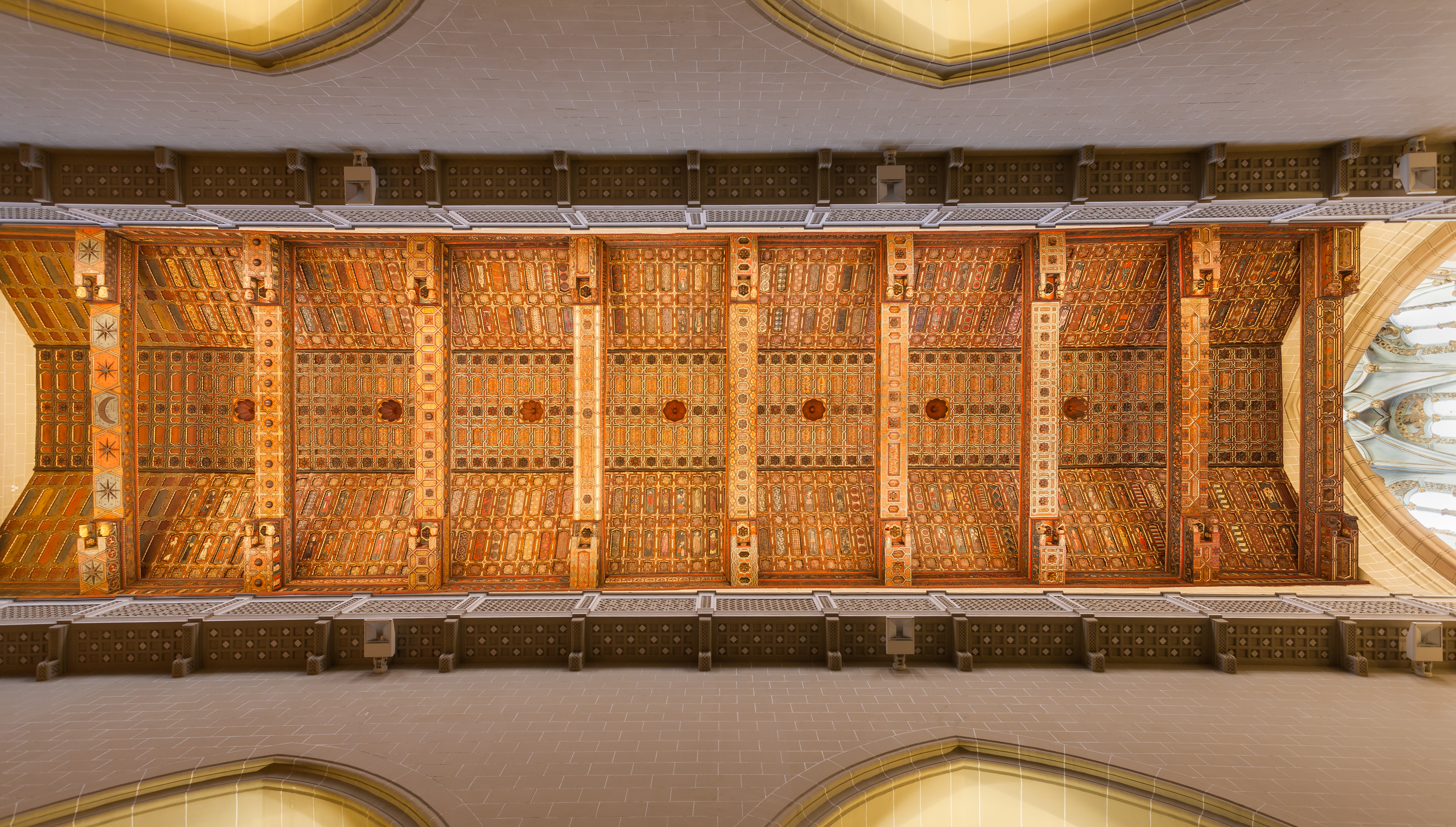
Techumbre mudéjar de la catedral

Una de las maravillas que acoge es la techumbre de la catedral, con armadura de par y nudillo, y función estructural (lo que no es habitual). Casi todos los techos mudéjares son artesonados, esto es, elementos meramente decorativos. En este caso se trata de un cubrimiento en techumbre, cuyo armazón sostiene la parte superior de la nave y consolida la estructura. Se le ha llamado la «capilla sixtina» del arte mudéjar, por su gran valor arquitectónico y pictórico. Está considerado uno de los mejores "cielos" (techos decorados) mudéjares del mundo.
Mide 32 metros de longitud y data de finales del siglo XIII. Los análisis realizados en la última restauración indican la de 1265, como la fecha aproximada en la que se cortó la madera utilizada para su construcción. En sus casetones hallamos motivos históricos, religiosos, costumbristas. Oficiales, artesanos, personajes históricos, seres fantásticos. Toda una galería de tipos humanos, una extensa variedad en la imaginería pictórica, que se conservó en perfecto estado debido a que fue cubierta por un falso techo neoclásico en el siglo XVIII, que dejó la pintura mudéjar a salvo de las inclemencias del tiempo.
El último tramo desapareció por los bombardeos de la Guerra Civil, pero fue restaurada (aunque con imágenes no muy afortunadas, que delatan su procedencia moderna) y lo que contemplamos, con esa pequeña excepción, es una extraordinaria obra pictórica anterior a 1300.
- Caza del jabalí, techumbre mudéjar de la Catedral de Teruel
- Descripción pormenorizada de las pinturas de la techumbre

## El cimborrio: mudéjar y renacentista

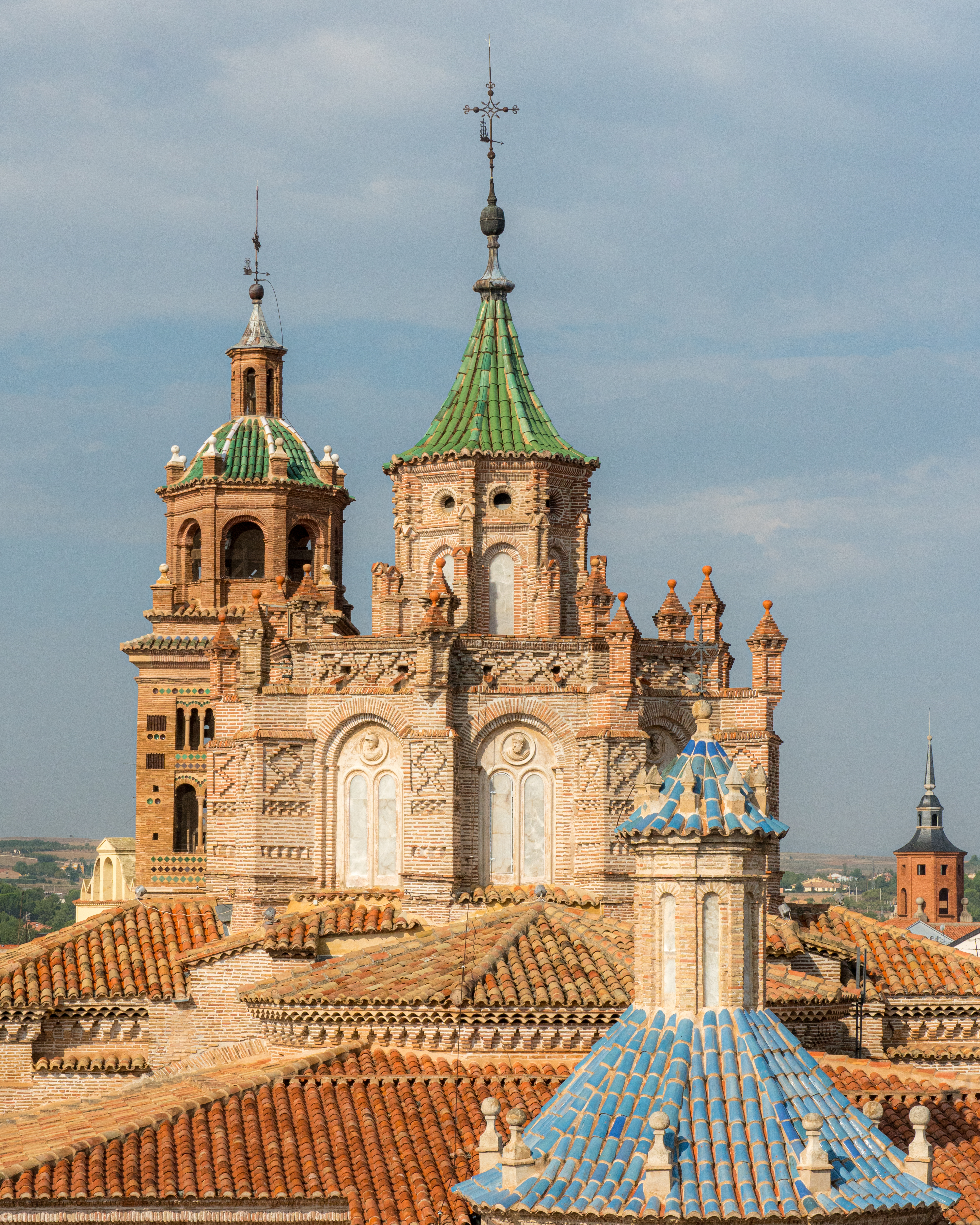
Cimborrio mudéjar

El cimborrio fue trazado en 1537 por el maestro Juan Lucas «Botero», que había sido el artífice del cimborrio sobre trompas mudéjar de la Seo de Zaragoza y del de la catedral de Tarazona.
Fue llevado a cabo en 1538 por el maestro de obras Martín de Montalbán. Este cimborrio conseguía iluminar el nuevo retablo mayor (1536), obra maestra del renacimiento del escultor Gabriel Yoly.

## Construcciones recientes
Alrededor del año 1700, la cabecera gótica se modifica para realizar una girola. Asimismo (y como dijimos) se modificó la ornamentación para adecuarla a los gustos neoclásicos, ocultando tras el falso techo del XVIII la techumbre original mudéjar, lo que permitió que se conservara la pintura.
En 1909 se construye la enorme portada meridional historicista, que combina una estructura neorrománica de arquivoltas de medio punto con una decoración típicamente neomudéjar. Fue planeada por el arquitecto modernista Pablo Monguió Segura. El pórtico se cierra con una reja de Matías Abad, que se inspira en la del coro del interior de la catedral, obra de forja del siglo XV del maestro Cañamache.

## Patrimonio de la Humanidad
La torre, techumbre y cimborrio de la catedral de Teruel fueron declarados, junto con el conjunto monumental mudéjar de la ciudad, Patrimonio de la Humanidad por la Unesco en 1986. La descripción de su importancia figura así consignada:

El desarrollo en el siglo XII del arte Mudéjar en Aragón es consecuencia de las condiciones políticas, sociales y culturales particulares que prevalecieron en España después de la Reconquista. Este arte, influido por la tradición islámica, refleja también los varios estilos europeos contemporáneos, particularmente el gótico. Presente hasta el inicio del siglo XVII, está caracterizado por un uso extremadamente refinado e inventivo del ladrillo y de azulejos esmaltados en arquitectura, especialmente en los campanarios de iglesias.
Declaración del Mudéjar Aragonés en la página oficial de la UNESCO.

La justificación de la declaración está sustentada en el criterio IV de la misma organización:

Criterio IV. Por ser un ejemplo excepcional de un tipo de edificio, conjunto arquitectónico o tecnológico o paisaje que ilustra un periodo significativo en la historia humana.
Criterios de selección (UNESCO, Patrimonio de la Humanidad).